# Jalapão (microregio)
Jalapão is een van de acht microregio's van de Braziliaanse deelstaat Tocantins. Zij ligt in de mesoregio Oriental do Tocantins en grenst aan de microregio's Araguaína, Dianópolis, Miracema do Tocantins, Porto Nacional, Barreiras (BA), Gerais de Balsas (MA), Porto Franco (MA) en Alto Médio Gurguéia (PI). De microregio heeft een oppervlakte van ca. 53.416 km². In 2006 werd het inwoneraantal geschat op 65.705.
Vijftien gemeenten behoren tot deze microregio:
- Barra do Ouro
- Campos Lindos
- Centenário
- Goiatins
- Itacajá
- Itapiratins
- Lagoa do Tocantins
- Lizarda
- Mateiros
- Novo Acordo
- Ponte Alta do Tocantins
- Recursolândia
- Rio Sono
- Santa Tereza do Tocantins
- São Félix do Tocantins

Mesoregio's: Ocidental do Tocantins · Oriental do Tocantins

Microregio's: Araguaína · Bico do Papagaio · Dianópolis · Gurupi · Jalapão · Miracema do Tocantins · Porto Nacional · Rio Formoso